# Johann Gottlieb Hauptmann
Johann Gottlieb Hauptmann (* 19. Mai 1703 in Wittenberg; † 2. Februar 1768 in Lübbenau) war ein deutscher Sprachforscher und evangelischer Theologe.

## Leben
Hauptmann besuchte das Gymnasium in Zittau, bezog am 28. April 1718 die Universität Wittenberg und erwarb dort am 17. Oktober 1728 den akademischen Grad eines Magisters an der philosophischen Fakultät. Im Anschluss an seine Studien wurde er 1729 Hauslehrer in der Niederlausitz und 1733 Pfarrer in Reddern. 1738 ging er als Diakon nach Lübbenau, wurde dort 1750 Oberpfarrer und blieb in dieser Stellung bis zu seinem Lebensende. Auf seine Initiative hin gründeten 1749 Mitglieder der Wendischen Predigergesellschaft zu Leipzig, die ihr Theologiestudium im kostengünstigeren Wittenberg fortsetzten, die Wendische Predigergesellschaft zu Wittenberg.

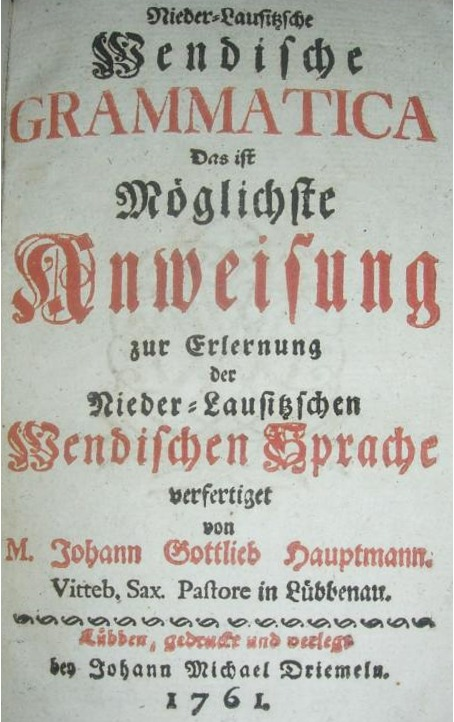
Titelblatt der Nieder-Lausitzschen Wendischen Grammatica

Mit reichen Sprachkenntnissen ausgestattet, wurde Hauptmann der Begründer der sorbischen Slawistik der Niederlausitz. Zu diesem Zweck zog er die wenigen vorhandenen niedersorbischen Urkunden der Slawen während der deutschen Besiedlungsphase der Niederlausitz heran, die sich von der Sprache in der Oberlausitz in der Linguistik unterscheiden. 1761 erschien sein Buch Nieder-Lausitzsche Wendische Grammatica: Das ist Möglichste Anweisung zur Erlernung der Nieder-Lausitzschen Wendischen Sprache, welches das einzige Werk zu dieser Thematik bleiben sollte. Später gab er noch ein sorbisches Gesangbuch heraus.